# Dániel Gazdag
Dániel Gazdag (ur. 2 marca 1996 w Nyíregyházie) – węgierski piłkarz grający na pozycji pomocnika, reprezentant kraju, zawodnik Philadelphia Union.

## Życiorys
W piłkę nożną zaczął grać w wieku pięciu lat. Mając siedem lat, wstąpił do Nyírsuli Nyiregyháza, gdzie grał cztery lata. Następnie był juniorem Nyíregyháza Spartacus FC. Z rekomendacji Valéra Kapaciny w 2010 roku wstąpił do Magyar Futball Akadémia, należącej do Budapest Honvéd FC. W marcu 2014 roku zadebiutował w rezerwach klubu, grających w NB III. 26 września 2014 roku zadebiutował w NB I w przegranym 1:2 meczu z Pécsi Mecsek FC. W sezonie 2016/2017 zdobył z klubem mistrzostwo kraju. W 2020 roku zdobył puchar Węgier.
Występował w młodzieżowych reprezentacjach Węgier. 5 września 2019 roku zadebiutował w reprezentacji A w przegranym 1:2 towarzyskim meczu z Czarnogórą. 31 marca 2021 roku zdobył pierwszego gola w reprezentacji, co miało miejsce w wygranym 4:1 spotkaniu z Andorą.

## Statystyki ligowe
| Sezon         | Klub                   | Liga   | Mecze | Gole |
| ------------- | ---------------------- | ------ | ----- | ---- |
| 2013/2014 (w) | Budapest Honvéd FC-MFA | NB III | 7     | 0    |
| 2014/2015     | Budapest Honvéd FC     | NB I   | 12    | 0    |
| 2015/2016     | Budapest Honvéd FC     | NB I   | 24    | 0    |
| 2016/2017     | Budapest Honvéd FC     | NB I   | 32    | 0    |
| 2017/2018     | Budapest Honvéd FC     | NB I   | 27    | 2    |
| 2018/2019     | Budapest Honvéd FC     | NB I   | 26    | 1    |
| 2019/2020     | Budapest Honvéd FC     | NB I   | 24    | 5    |